# Apollo 11
Apollo 11 je bila prva vesoljska odprava s človeško posadko, ki je pristala na Luni, in peta po vrsti v Nasinem programu Apollo.
Skupaj s poveljnikom odprave Neilom Armstrongom sta bila v odpravi pilot komandnega modula CM-107 Kolumbija (Columbia) Michael Collins in pilot lunarnega modula LM-5 Orel (Eagle) Edwin Aldrin, z vzdevkom Buzz. Vzleteli so s Kennedyjevega vesoljskega središča 16. julija ob 9. uri 32 minut po tamkajšnjem času in štiri dni prepotovali 400.000 kilometrov do Lune. V lunarni modul sta se vkrcala Armstrong in Aldrin. 20. julija ob 13. uri in 15 minut sta se ločila od matične ladje v kateri je ostal pilot Collins. Po 102 urah in 15 minutah od starta z Zemlje, sta ob 16. uri in 17 minut pristala na Luni v Morju tišine. Po nekaj urah priprave je Armstrong 20. julija 1969 ob 22. uri in 56 minut (21. julija ob 3. uri zjutraj po srednjeevropskem času) zlezel po lestvi in skočil na Lunina tla. Nato je izgovoril slavni stavek: 
»To je majhen korak za človeka, toda velik za človeštvo.« (angleško That is one small step for man, one giant leap for a mankind.).
Čez 20 minut je izstopil tudi Aldrin. Postavila sta ameriško zastavo in opravila različne meritve ter zbrala lunarno kamenje. Na kraju prvega izkrcanja sta pustila tablico z napisom: 
»Tu so ljudje s planeta Zemlja prvič stopili na Luno. Prišli smo v miru za vse človeštvo.«
Na njej so bili tudi datum ter podpisi astronavtov in takratnega ameriškega predsednika Richarda Nixona. Njuno dejanje so po televiziji spremljali milijoni ljudi. Na Luni sta preživela 2 uri in 31 minut. Z zgornjim delom lunarnega modula sta se s podnožja, ki je ostalo na Luni, izstrelila proti komandni kapsuli. Spajanje z njo je trajalo 3 ure in 40 minut. Po osmih dneh, treh urah in 18 minutah so se člani odprave vrnili na Zemljo in pristali na Tihem oceanu. Pobrala sta jih helikopter in letalonosilka Hornet. Največjih časti je bil deležen Armstrong, ki mu je predsednik Johnson podelil najvišje odlikovanje, NASA pa dve medalji. Še najmanj petnajst medalj je prejel drugod. Ob naslednjih odpravah Apolla je zanimanje javnosti upadlo in so program ukinili. 

## Posadka
- Neil Armstrong (član odprav Gemini 8 in Apollo 11), poveljnik odprave (CDR)
- Michael Collins (član odprav Gemini 10 in Apollo 11), pilot Komandnega modula (CMP)
- Edwin Aldrin (član odprav Gemini 12 in Apollo 11), pilot Lunarnega modula (LMP)

## V primeru nesreče
Če se astronavta Neil Armstrong in Edwin Aldrin ne bi mogla vrnita s površja Lune, je imel ameriški predsednik Nixon pripravljen poseben govor. Po vnaprej pripravljenem scenariju, bi predsednik najprej poklical astronavtovi ženi (vdovi) in jima sporočil žalostno vest. Nixon bi nato javno prebral posebno sporočilo. V kontrolnem centru bi zatem prekinili komunikacijsko zvezo z astronavtoma na Luni, duhovnik pa bi opravil enak pogrebni obred kot to velja na morju. Tretji astronavt, Michael Collins, ki je v matični ladji obkrožal Luno, bi se nato sam vrnil na Zemljo.

### Nadomestna posadka
- James Arthur Lovell, poveljnik odprave
- William Alison Anders, pilot Komandnega modula
- Fred Wallace Haise, pilot Lunarnega modula

### Pomožna posadka
- Charles Moss Duke, zveza s kapsulo (CAPCOM)
- Ronald Ellwin Evans, (CAPCOM)
- Owen Kay Garriott, (CAPCOM)
- Don Leslie Lind, (CAPCOM)
- Thomas Kenneth Mattingly, (CAPCOM)
- Bruce McCandless II., (CAPCOM)
- Harrison Hagan Schmitt, (CAPCOM)
- William Reid Pogue
- John Leonard Swigert

### Nadzorniki poleta
- Cliff Charlesworth, izstrelitev in opravila zunaj plovil
- Glynn Lunney, vzlet z Lune
- Gene Kranz, pristanek na Luni

## Slovenija in pristanek Apolla 11
TV Ljubljana je kljub odporu Jugoslovanske Radiotelevizije s pomočjo predsednika SAZU Josipa Vidmarja dosegla, da se je pristanek na Luni prenašal neposredno. TV Ljubljana je sicer že pred tem prenašala polet Apolla 10, med 16. in 24. julijem pa je pripravila vrsto posebnih oddaj. Za televizijo je prenos pristanka moderiral 21-letni športni komentator Boris Bergant v sodelovanju z inženirjem Vladom Ribaričem z Astronomsko-geofizikalnega observatorija na Golovcu, ki je komentiral tehnični del. Domneva se, da je prenos spremljala večina lastnikov televizijskih sprejemnikov, ki jih je bilo takrat v Sloveniji okoli 150.000. Popoldansko ponovitev prenosa je komentiral Sandi Čolnik. Posnetek prenosa TV Ljubljana velja za izgubljenega.
Vzporedno je dogodek prenašal Radio Ljubljana, kjer je prenos komentiral športni urednik Stane Urek. Pri prenosu so sodelovali še Boris Frlec, Edo Pirkmajer in Tomaž Kalin. Prenos velja za prvega, v katerem so se med prenosom lahko neposredno oglašali poslušalci z vprašanji za strokovnjake. Ohranjeni sta nekaj več dve uri prenosa. Neposredni radijski prenos je pripravilo le pet evropskih radijskih postaj.
V ponedeljek 21. julija so časniki pristanku namenili osrednje mesto. Delo je ob pristanku objavilo posebno izdajo dnevnika, združeno uredništvo Dela in revij TT, Avto, Tovariš, Stop, NR in Zvitorepec pa je objavilo priložnostno revijo Prvi človek na Luni – nova celina Zemljanov ki je bila kljub ogromni nakladi in ponatisu razprodana. Delo je izdalo priložnostno knjigo agencije AP Stopinje na Luni, Mladinska Knjiga pa Pot Zemlja-Luna odprta.